# Pisanets (Bulgarije)
Pisanets (Bulgaars: Писанец) is een dorp in het noordoosten van Bulgarije. Het dorp is gelegen in de gemeente Vetovo, oblast Roese. Het dorp ligt ongeveer 26 km ten oosten van Roese en 254 km ten noordoosten van de hoofdstad Sofia.

## Bevolking
Op 31 december 2019 telde het dorp 274 inwoners, een drastische bevolkingskrimp vergeleken met 2.520 inwoners in 1934.
|  |

| Etnische samenstelling van de respondenten (2011) | Etnische samenstelling van de respondenten (2011) | Etnische samenstelling van de respondenten (2011) | Etnische samenstelling van de respondenten (2011) | Etnische samenstelling van de respondenten (2011) |
| ------------------------------------------------- | ------------------------------------------------- | ------------------------------------------------- | ------------------------------------------------- | ------------------------------------------------- |
|                                                   |                                                   |                                                   |                                                   |                                                   |
| Bulgaren                                          | Bulgaren                                          |                                                   | 97,5%                                             | 97,5%                                             |
| Turken                                            | Turken                                            |                                                   | 0,0%                                              | 0,0%                                              |
| Roma                                              | Roma                                              |                                                   | 0,0%                                              | 0,0%                                              |
| Anders/Onbekend                                   | Anders/Onbekend                                   |                                                   | 2,5%                                              | 2,5%                                              |

Glodzjevo · Krivnja · Pisanets · Senovo · Smirnenski · Vetovo